# VfB Rot-Weiß 04 Braunschweig
VfB Rot-Weiß 04 Braunschweig is een Duitse sportclub uit Braunschweig en werd in 1904 opgericht. De club is actief in onder meer darts, gymnastiek, handbal, tafeltennis, tennis en voetbal.

## Geschiedenis
De club werd op 16 april 1904 opgericht als FC Einigkeit Braunschweig. In 1905 fusioneerde de club met FC Viktoria tot FV Braunschweig. In 1907 sloot FC Germania, dat in 1900 een van de stichtende clubs van de Duitse voetbalbond was, zich bij de club aan. In 1912 sloot FC Vorwärts zich bij de club aan, waarop de naam in Sportfreunde 04 veranderd werd. In 1918 volgde dan een nieuwe fusie met Sportverein von 1907 tot VfB 04 Braunschweig.
Na de competitieherstructurering van 1933 belandde de club in de tweede klasse. Tijdens de Tweede Wereldoorlog keerde de club nog terug toen de Gauliga Nordmark verder opgesplitst werd. Na de oorlog werd de club opgeheven en heropgericht als SV Rot-Weiß Braunschweig omdat de oude naam niet meer gebruikt mocht worden van de Britse bezetter. In 1952 werd de huidige naam aangenomen.